# Trophée Vallée d'Aoste féminin de volley-ball
Le Trophée Vallée d'Aoste féminin de volley-ball était un tournoi organisé par la FIPAV sous le parrainage de la Région autonome Vallée d'Aoste et de la commune de Courmayeur : cet événement était appelé Tournoi de Courmayeur.
Les participants étaient d'habitude l'Équipe d'Italie et 3 ou 4 autres équipes nationales de premier plan. Ce trophée n'avait aucune importance au niveau international et avait été conçu comme un test de préparation en vue des matchs officiels en été : en effet, il avait lieu vers la fin de mai ou le début de juin.
À cause de la présence trop exiguë de public, en 2009 la FIPAV a décidé d'abolir ce trophée et d'en créer un autre ayant siège à Turin.

## Formule de jeu
Chaque année la formule de jeu a varié.
Parfois elle a été organisée en deux phases : la première à tour unique selon la formule Round-robin, un système d'appariements où chaque joueur rencontre en simple ou double ronde tous les autres joueurs du même groupe. Dans la seconde, les deux meilleures équipes se rencontrent pour la première place et les deux dernières pour la troisième place, ou bien on joue les demi-finales, où la première rencontre la dernière et la deuxième rencontre la troisième. Les deux équipes gagnantes se rencontrent pour la première place, tandis que celles qui ont perdu se rencontrent pour la troisième.
Dans certains cas, les équipes se sont rencontrées dans un tour unique : l'équipe réalisant le meilleur score gagnait le tournoi.

## La structure
Le trophée a été organisé au Forum Sport Center à Courmayeur : cette structure est utilisée pour les sports hivernaux tels que le hockey et parfois pour le volley-ball ou pour d'autres sports, puisqu'il dispose aussi d'un fond en parquet. Ce centre sportif a été acheté au Canada.

## Éditions
| An   | Équipe recevante  |        | Podium    | Podium               | Podium |
| An   | Équipe recevante  | Or     | Argent    | Bronze               |        |
| ---- | ----------------- | ------ | --------- | -------------------- | ------ |
| 2004 | Courmayeur Italie | Brésil | Italie    | Japon                |        |
| 2005 | Courmayeur Italie | Brésil | Italie    | Serbie-et-Monténégro |        |
| 2006 | Courmayeur Italie | Brésil | Italie    | Japon                |        |
| 2008 | Courmayeur Italie | Italie | Allemagne | Russie               |        |

## Les médailles
| Équipe               | Or | Argent | Bronze | Total |
| -------------------- | -- | ------ | ------ | ----- |
| Brésil               | 3  | 0      | 0      | 3     |
| Italie               | 1  | 3      | 0      | 4     |
| Allemagne            | 0  | 1      | 0      | 1     |
| Japon                | 0  | 0      | 2      | 2     |
| Russie               | 0  | 0      | 1      | 1     |
| Serbie-et-Monténégro | 0  | 0      | 1      | 1     |

## Participations
| Équipe               | Participations |
| -------------------- | -------------- |
| Italie               | 4              |
| Brésil               | 3              |
| Japon                | 2              |
| Allemagne            | 2              |
| Russie               | 2              |
| Bulgarie             | 1              |
| France               | 1              |
| Pologne              | 1              |
| Serbie-et-Monténégro | 1              |